# 槙原稔
槇原 稔（まきはら みのる、1930年1月12日 - 2020年12月13日）は、日本の実業家。従三位。
イギリス生まれ、東京府（現：東京都）。ハーバード大学卒業。三菱商事の社長・会長・特別顧問、三菱グループ・三菱金曜会の世話人代表を歴任した。父・覚（さとる）は青年期に岩崎久弥（岩崎弥太郎の長男、三菱財閥3代目総帥）から奨学金を受け、その後三菱商事に入社し水産部長を務めた。

## 略歴
- 1930年1月12日：三菱商事ロンドン支店に勤める父覚、母治子の長男として、英国の首都・ロンドン北西部のハムステッドに生まれ、幼少期を同国で過ごした。父親は岡山県神代村の小作農の子で、上京後本郷龍岡町の雛鳳館（岩崎弥太郎が長男久弥のために作った学寮）の学友に選ばれ、東京高等商業学校専攻部を卒業後三菱商事に入社。母親は秦豊吉の妹。
- 1937年：日本へ帰国。成蹊小学校入学。
- 1942年：米潜水艦による大洋丸撃沈事件で、父・覚が死去。母とともに岩崎彦弥太（弥太郎の嫡孫、久弥の長男、三菱本社副社長）の国分寺の別邸（現・殿ヶ谷戸庭園）に身を寄せた。
- 1949年：旧制成蹊高等学校を経て、聖公会のヴァイアル主教の誘いで米国に渡り、ニューハンプシャー州のセント・ポールズ・スクールに転入。敵国から来た留学生として身構えていた同校生徒・教職員をその人となりと勤勉さで魅了、「人は生まれながらにして平等だが、一人一人異なる」という趣旨の校内スピーチコンテストで優勝し、同校のダイヴァーシティ教育への転換を促した[3]。この留学を機会に成蹊学園とセント・ポールズ・スクールの今日まで続く交流が始まった[4]。
- 1950年：ハーバード大学に入学。
- 1954年：ハーバード大学政治学部を卒業[5]、その後1年余り同大学の奨学金で欧州・南米を遊学。
- 1956年3月：三菱商事に入社[5]。
- 1971年：三菱商事ワシントン事務所・初代所長に就任。
- 1980年：水産部長に就任。
- 1986年：取締役・米国三菱商事副社長に就任[5]。
- 1987年：米国三菱商事社長に就任。
- 1988年：三菱商事常務に就任[5]。
- 1990年：三菱商事専務及び米国三菱商事会長に就任[5]。
- 1992年2月：当時の社長・諸橋晋六から後任社長に指名された。
- 1992年6月：三菱商事社長に就任[2][5]。
- 1994年：同じ三菱グループである麒麟麦酒の総会屋への利益供与事件をきっかけに「特殊株主」との関係見直しを指示。
- 1995年：社内資本金制度を導入。
- 1998年4月1日：社長を退任、会長に就任[2][5]。
- 1999年：三菱金曜会の世話人代表となった[2]。
- 2005年11月：旭日大綬章を受章[6]。
- 2007年：東洋文庫理事長に就任。
- 2009年9月：日本経済新聞「私の履歴書」に登場。
- 2010年6月：三菱商事特別顧問に就任[2]。
- 2019年:三菱商事が社長経験者の相談役・特別顧問就任制度を廃したことにより、特別顧問を任期満了で退任[7]。
- 2020年12月13日 - 心不全のため自宅で死去[1][8]。90歳没。叙従三位[9]。
- 「国連改革に関する有識者懇談会」メンバー。

## 家族・親族
槙原稔の妻・喜久子は元三菱製紙会長・岩崎隆弥（弥太郎の孫、久弥の次男）の三女。旧制成蹊高校時代に隆弥の4人の娘に英語の家庭教師をしていた縁で隆弥の娘の1人・喜久子と結婚した。この結婚によって三菱の創業者一族・岩崎家と姻戚関係で結ばれることになり、このことが後に三菱商事の社長に就任することにプラスになったと考えられている。槙原は社内では学者肌でおとなしい性格で知られており、岩崎家の婿でなければ社長に抜擢されなかったと見なされていたからである。
稔・喜久子夫妻の長女・久美子とその元夫・ビル・パウエルはともにジャーナリスト。長男・純はゴールドマン・サックス証券に勤務した後ネオテニー会長を歴任。純の妻・めぐみはフリーライター。
なお岩崎隆弥の長女、すなわち喜久子の姉・由美子は船舶工学者の元良誠三と結婚したので、槙原稔は元良の義弟にあたる。